# Culex cottlei
Culex cottlei is een muggensoort uit de familie van de steekmuggen (Culicidae). De wetenschappelijke naam van de soort is voor het eerst geldig gepubliceerd in 1968 door Sirivanakarn.